# Dionizy Smoleński

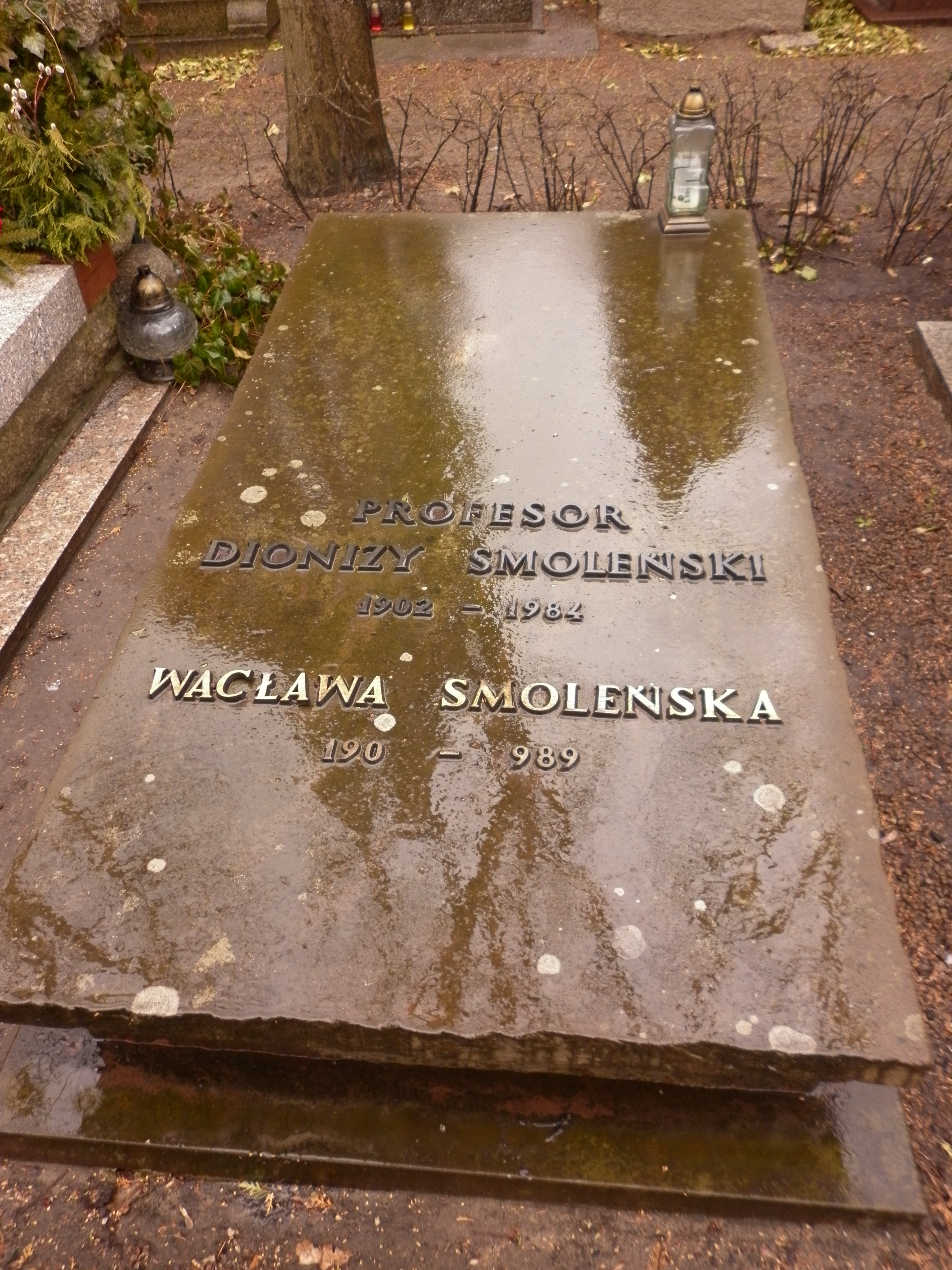
Grób Dionizego Smoleńskiego na cmentarzu Wojskowym na Powązkach

Dionizy Smoleński (ur. 6 października 1902 w Łodzi, zm. 8 lutego 1984 w Warszawie) – polski specjalista z zakresu teorii spalania, materiałów wybuchowych oraz balistyki wewnętrznej, profesor Politechniki Wrocławskiej i Politechniki Warszawskiej. Pierwszy samodzielny rektor PWr (1951–1960), w latach 1965–1969 rektor PW. Członek PAN, sekretarz naukowy, potem wiceprezes, w latach 1960–1963 przewodniczący Komitetu do Spraw Techniki. Poseł na Sejm PRL II i V kadencji.

## Życiorys
Syn Mariana, majstra przędzalniczego, i Weroniki z Ostrowskich. W 1921 zdał maturę w Państwowym Gimnazjum im. Mikołaja Kopernika w Łodzi. 16 października 1923 usiłował wraz z kolegą Bohdanem Gablerem popełnić samobójstwo rozszerzone przy użyciu rewolweru; ponieważ to on obsługiwał broń i w przeciwieństwie do Gablera przeżył postrzał, został oskarżony o zabójstwo i skazany na sześć miesięcy więzienia (bronił go Eugeniusz Śmiarowski). 23 listopada 1926 ukończył studia na Wydziale Chemii Politechniki Warszawskiej z tytułem inżyniera chemika. Po studiach odbył roczną (1927–1928) służbę wojskową w Szkole Podchorążych Rezerwy Piechoty Nr 7 w Śremie. W 1929 podjął swoją pierwszą pracę w Komisji Doświadczalnej Centralnej Szkoły Strzelniczej w Toruniu, na stanowisku kierownika laboratorium chemicznego, pirotechnicznego i fotograficznego. W 1932 został przeniesiony do Centrum Wyszkolenia Piechoty w Rembertowie, a w 1935 trafił do Centrum Badań Balistycznych Instytutu Technicznego Uzbrojenia w Zielonce, gdzie pełnił funkcję referendarza w dziale doświadczalnym. W tym czasie został także starszym asystentem w Zakładzie Balistyki PW.
W trakcie II wojny światowej wstąpił do Armii Krajowej, gdzie służył jako zastępca Szefa Służby Uzbrojenia Komendy Głównej AK oraz dowódca oddziału AK w Zielonce. W 1944 został wywieziony z rodziną do Wrocławia, gdzie po wojnie współorganizował filię Państwowego Zakładu Higieny. Dionizy Smoleński miał duże zasługi w odbudowie wrocławskiej uczelni – Uniwersytetu i Politechniki (do 1951 uczelnie te funkcjonowały łącznie), z którą był związany od 1946 do 1960, obejmując najwyższe stanowisko w 1952, kiedy został mianowany rektorem PWr. Następnie powrócił do Warszawy, gdzie kontynuował pracę naukowo-dydaktyczną. Przez pierwsze trzy lata przewodniczył Komitetowi do Spraw Techniki w rządach Józefa Cyrankiewicza, za jego sprawą rozpoczęto opracowywanie rocznych i pięcioletnich planów badań naukowych oraz zintegrowano badania naukowe prowadzone przez różne jednostki. W listopadzie 1947 wstąpił do Polskiej Partii Socjalistycznej, a w grudniu 1948 wraz z nią do Polskiej Zjednoczonej Partii Robotniczej. Pełnił mandat poselski na Sejm PRL II (w latach 1957–1961, w okręgu Wrocław) i V (w latach 1969–1972, w okręgu Katowice) kadencji.
Jako przewodniczący polskiej delegacji w Komisji Nauki i Techniki Rady Wzajemnej Pomocy Gospodarczej, przyczynił się do powstania Międzynarodowego Instytutu Niskich Temperatur we Wrocławiu i Międzynarodowego Centrum Matematycznego im. Stefana Banacha w Warszawie.
Od 1961 pracował na Politechnice Warszawskiej na Wydziale Mechanicznym Energetyki i Lotnictwa, w 1970 był profesorem zwyczajnym w Instytucie Techniki Cieplnej na Wydziale Mechanicznym i Energetyki Cieplnej, a w latach 1965–1969 pełnił funkcję rektora uczelni, przyczyniając się do istotnych zmian organizacyjnych. Z jego inicjatywy powstał nowy kierunek studiów, dostosowany do potrzeb ówczesnego rynku pracy – inżynieria chemiczna, powołano Instytut Inżynierii Materiałowej na Wydziale Mechanicznym Energetyki i Lotnictwa, oraz ustanowiono nowy terminarz przyjęć na studia, umożliwiając kandydatom rekrutację w dwóch terminach – w lipcu i w lutym. Za jego kadencji uruchomiono Filię w Płocku (1967), podniesiono liczbę studentów po przyłączeniu Wieczorowej Szkoły Inżynierskiej do PW (1966), oraz uruchomiono dzienne studia inżynierskie (1967). W czasie pełnienia wysokich stanowisk w szkolnictwie wyższym, był bardzo aktywny na polu naukowym; w 1964 został członkiem korespondentem, w 1969 członkiem rzeczywistym Polskiej Akademii Nauk, w latach 1969–1980 był członkiem jej prezydium, w latach 1969–1971 sekretarzem naukowym, w latach 1972–1974 wiceprezesem PAN. Należał także do wielu rad naukowych i towarzystw m.in. Wrocławskiego Towarzystwa Naukowego i Polskiego Towarzystwa Cybernetycznego.
Badania naukowe, którym się poświęcił dotyczyły balistyki wewnętrznej, materiałów wybuchowych i techniki spalania. Swoje doświadczenia i wiedzę zawarł w książkach i licznych artykułach, m.in. na łamach „Wiadomości Chemicznych”, „Zeszytów Naukowych Politechniki Wrocławskiej” i „Archiwum Budowy Maszyn”.
W 1961 został pierwszym doktorem honoris causa Politechniki Wrocławskiej. We wrześniu 1973 przeszedł na emeryturę. Tytuł doktora honoris causa w 1976 przyznała mu również Politechnika Warszawska.
Jego żoną była Wacława z Rażniewskich (1904–1989). Mieli córkę Barbarę (ur. 1931), historyk.
Zmarł 8 lutego 1984 w Warszawie, został pochowany z honorami w Alei Zasłużonych cmentarza Wojskowego na Powązkach (kwatera A32-tuje-12).
Władze partyjne i państwowe reprezentowali na pogrzebie: członek Biura Politycznego KC PZPR prof. Tadeusz Porębski, zastępca przewodniczącego Rady Państwa prof. Kazimierz Secomski oraz minister nauki, szkolnictwa wyższego i techniki prof. Benon Miśkiewicz.

## Stanowiska
- Kierownik laboratorium chemicznego, pirotechnicznego i fotograficznego Komisji Doświadczalnej Centralnej Szkoły Strzelniczej w Toruniu
- Referendarz w dziale doświadczalnym Centrum Badań Balistycznych Instytutu Technicznego Uzbrojenia w Zielonce k. Warszawy
- Starszy asystent w Zakładzie Balistyki PW
- Zastępca szefa Służby Uzbrojenia Komendy Głównej AK
- Komendant poligonu w Zielonce
- Asystent naukowy w Dziale Badania Żywności i Przedmiotów Użytku Państwowego Instytutu Higieny w Warszawie
- Kierownik działu badań żywności Państwowego Zakładu Higieny
- 1946–1947 – ekspert techniczny w grupie przemysłu chemicznego BGK, Oddział we Wrocławiu
- 1946 – adiunkt przy Katedrze Technologii Organicznej, Wydział Chemii Technicznej Uniwersytetu i Politechniki we Wrocławiu;
- 1946 – zastępca profesora na Wydziale Matematyczno-Przyrodniczym, Wydział Chemii Technicznej Uniwersytetu i Politechniki we Wrocławiu;
- 1947–1949 – zastępca profesora na Katedrze Technologii Materiałów Wybuchowych (od 1955 Katedra Związków Azotowych II), Wydział Chemii Technicznej Uniwersytetu i Politechniki we Wrocławiu
- 1948/1949–1950/1951 – prorektor Uniwersytetu i Politechniki we Wrocławiu
- 1950/1951 – pełniący obowiązki rektora Politechniki Wrocławskiej
- 1952/1953–1959/1960 – rektor Politechniki Wrocławskiej
- 1960–1963 – przewodniczący Komitetu do Spraw Techniki
- 1961–1966 – kierownik Zakładu Teorii Spalania w Katedrze Silników Spalinowych, Przemysłowych i Lotniczych na Wydziale Mechanicznym Energetyki i Lotnictwa Politechniki Warszawskiej
- 1966–1968 – kierownik Katedry Silników Spalinowych, Przemysłowych i Lotniczych na Wydziale Mechanicznym Energetyki i Lotnictwa Politechniki Warszawskiej;
- 1961–1967 – kierownik Katedry Balistyki Wewnętrznej i Teorii Spalania w Wojskowej Akademii Technicznej
- 1963–1970 – zastępca przewodniczącego Komitetu Nauki i Techniki
- 1964–1967 – zastępca przewodniczącego Komitetu Nagród Państwowych
- 1965/1966-1968/1969 – rektor Politechniki Warszawskiej
- 1967–1984 – sekretarz Komitetu Nagród Państwowych
- 1968–1971 – sekretarz PAN
- 1971–1974 – wiceprezes PAN
- 1984 – przewodniczący Komitetu Nagród Państwowych
- od 1970 – profesor zwyczajny w Instytucie Techniki Cieplnej na Wydziale Mechanicznym i Energetyki Cieplnej
- 1975–1977 – redaktor naczelny kwartalnika „Archiwum Termodynamiki i Spalania”
- Przewodniczący polskiej delegacji w Komisji Nauki i Techniki RWPG

## Członkostwa
- od 1953 – członek Sekcji Technicznej Rady Głównej Szkolnictwa Wyższego
- 1953 – członek zwyczajny Wrocławskiego Towarzystwa Naukowego
- od 1961 – członek Państwowej Rady do Spraw Pokojowego Wykorzystania Energii Jądrowej
- 1960–1967 – członek Komisji Planowania przy Radzie Ministrów
- 1960–1969 – członek Komitetu Nauk Chemicznych
- od 1962 – członek Rady Społeczno-Naukowej Towarzystwa Przyjaźni Polsko-Amerykańskiej
- od 1963 – członek Polskiej Sekcji Międzyrządowej Polsko-Radzieckiej Komisji Współpracy Gospodarczej i Naukowo-Technicznej
- od 1963 – członek rady naukowej Instytutu Techniki Cieplnej
- 1963–1966 – członek rady naukowej Zakładu Syntezy Organicznej PAN
- od 1964 – członek korespondent PAN
- 1965–1969 – członek prezydium Zarządu Głównego Ligi Obrony Kraju
- 1965–1968 – członek rady naukowej Instytutu Chemii Stosowanej w Warszawie
- od 1969 – członek rzeczywisty PAN
- 1972–1977 – członek Komitetu Naukowego Termodynamiki i Spalania
- od 1972 – członek Komitetu ds. Badań i Pokojowego Wykorzystania Przestrzeni Kosmicznej
- od 1975 – członek Rady Towarzystw Naukowych i Upowszechniania Wiedzy PAN
- członek Centralnej Rady Związków Zawodowych

## Ordery i odznaczenia
- Order Budowniczych Polski Ludowej (1979)
- Order Sztandaru Pracy I klasy (dwukrotnie: 1964)
- Krzyż Komandorski z Gwiazdą Orderu Odrodzenia Polski (1974)
- Order Sztandaru Pracy II klasy (1959)
- Krzyż Oficerski Orderu Odrodzenia Polski (28 września 1954)[9]
- Krzyż Kawalerski Orderu Odrodzenia Polski (22 lipca 1951)[10]
- Złoty Krzyż Zasługi (14 października 1947)[11]
- Srebrny Krzyż Zasługi (1937)
- Medal 30-lecia Polski Ludowej (1974)
- Medal 10-lecia Polski Ludowej (24 lutego 1955)[12]
- Złoty Medal „Za zasługi dla obronności kraju” (1973)
- Srebrny Medal „Za zasługi dla obronności kraju” (1971)
- Medal Komisji Edukacji Narodowej (1968)
- Medal im. Mikołaja Kopernika PAN (1975)
- Medal 25-lecia Politechniki Śląskiej (1969)
- Medal za Wybitne Zasługi dla Rozwoju Politechniki Wrocławskiej (1970)[13]
- Medal na 500-lecie urodzin Mikołaja Kopernika (1973)
- Odznaka tytułu honorowego „Zasłużony Nauczyciel Polskiej Rzeczypospolitej Ludowej”
- Złota Odznaka „Zasłużony dla Politechniki Warszawskiej”
- Odznaka honorowa Polskiego Towarzystwa Astronautycznego (1971)
- Komandor I klasy Orderu Lwa Finlandii (Finlandia, 1974)
- Medal z okazji 100-lecia Bułgarskiej Akademii Nauk (Bułgaria, 1973)
- Złoty Medal Słowackiej Akademii Nauk (Czechosłowacja, 1970)

## Nagrody i wyróżnienia
- 1953 – Nagroda Państwowa II stopnia
- 1961 – tytuł doktora honoris causa Politechniki Wrocławskiej
- 1969 – tytuł członka honorowego Stowarzyszenia Inżynierów i Techników Przemysłu Chemicznego
- 1974 – tytuł członka honorowego Polskiego Towarzystwa Cybernetycznego
- 1974 – tytuł członka honorowego Towarzystwa Przyjaciół Nauk w Legnicy
- 1976 – tytuł doktora honoris causa Politechniki Warszawskiej
- 1978 – tytuł członka honorowego Towarzystwa Naukowego Płockiego

## Wybrane publikacje
- Balistyka wewnętrzna, Warszawa 1949
- Teoria materiałów wybuchowych, Warszawa 1954
- Ładunki kumulacyjne w wojsku, górnictwie i przemyśle (współautor Henryk Nowak), Warszawa 1974
- Spalanie materiałów wybuchowych, Warszawa 1979
- Detonacja materiałów wybuchowych, Warszawa 1981[3]